# Первинний процес

Принцип задоволення та психічні інстанції

Первинний процес — у деякій психоаналітичній літературі належиться до всіх процесів несвідомого психічного життя, які протікають за принципом задоволення. Зигмунд Фрейд ввів цей термін в останньому розділі «Тлумачення снів».
Навпаки, вторинні процеси визначають співвідношення між передсвідомим і свідомим. Раннє дитинство повністю наповнене первинними процесами, пізніше ці процеси можна знайти в основному в снах, фантазіях і мріях. У первинних процесах психічна енергія (лібідо) вільно перетікає від однієї ідеї до іншої; у вторинних процесах ефективна цензура, яка має ефект у формі захисних процесів у сенсі принципу реальності. Тому первинні процеси в основному збігаються з принципом задоволення.

## Характеристики

### Матеріалізована, неформалізована логіка

Нехтування контрастом і протиріччям через первинний процес. Елементи мрії є «центрами» для багатьох «кіл ідей»

Характеристиками первинного процесу є: компресія та зміщення змісту думки, позачасовість, усунення виключаючої логіки на користь логіки, яка все поєднує та не знає протиріч (рис. 2). Закон суперечності поширюється на первинні процеси не у винятковому, а в сполучному сенсі «і-і» (Парадоксальна логіка за Еріхом Фроммом). Психічна енергія (лібідо), яка, мабуть, розвивається саме через протиріччя і протилежності, походить від так званих первинних мотивів. У класичному випадку раннього дитячого розвитку вони характеризуються тим, що ще не відбулося поділу між суб'єктом і об'єктом. Задоволення основних біологічних потреб, таких як споживання їжі, залежить від майже безумовної близькості з тими, хто доглядає за дитиною, чиє розуміння — не надто суворе і не надто розпещене — ставлення є обов'язковою умовою, особливо на цій ще вразливій стадії розвитку, і має вирішальне значення для формування стійких психологічних інстанцій. Структурна модель психіки відповідає завершеному розвитку цих екземплярів (рис. «Принцип задоволення та ментальні екземпляри»). Шаблони афективних стосунків і досвідчених шаблонів дій записуються в екземплярах, а також у ментальному представленні самих референтних осіб (імаго). Подібною диференціацією в сенсі психологічного розвитку є також формування схеми власного тіла і, таким чином, поділ між внутрішнім і зовнішнім світом, яка базується, серед іншого, на досвіді відданості та розлуки з опікунами (ілюстрації). Контраст між фізичними та психологічними потребами є істотним для психосоматичного поля напруги. Це особливо важливо у випадку споживання їжі, де необхідно розрізняти фізичні (наприклад, споживання їжі) та емоційні (людська прихильність і близькість) потреби. У випадку роботи зі сновидінь або фантазійних ідей конфронтація его з впливами навколишнього середовища зазнає аналогічного виклику.

### Онтогенез і всесвітня історія
Первинний процес характерний для індивідуального онтогенезу людини як найбільш ранньої фази розвитку дитини. У цьому сенсі, відповідно до основного психогенетичного закону, дивовижно, що характеристики первинного процесу були підтверджені і лінгвістичними дослідженнями. Фрейд вже вказував на протилежне значення первісних слів тут. У найдавніших мовах існують так звані примітивні слова, які містять суперечливе значення, наприклад, давньогрецьке λὁγος (логос) = порожні балачки, балачки — оцінка, причина. У цьому відношенні техніка роботи зі сновидіннями також виражається в розвитку мови та загальній історії мови. Нещодавно також було зроблено посилання на слова опозиції Юрґена Габермаса, які «все ще зберігають генетично давнішу особливість поєднання логічно несумісних, а саме суперечливих значень». Габермас підозрює, що ці слова опозиції також охоплюють вихідні ситуації поведінкової та ставлювальної амбівалентності. Внеском психоаналізу в лінгвістичні дослідження можна вважати те, що чітко визначене значення слова формується в останню чергу, тобто в психоаналітичних термінах воно є пізнім результатом вторинного процесу. На ранніх стадіях індивідуального людського та філогенетичного колективного онтогенезу, однак, діють первинні процеси, подібні до процесів, які мають екстенсивний характер, у крайніх випадках символічне рівняння або нехтування контрастом і протиріччям. Мова, безсумнівно, тісно пов'язана зі специфічно людською здатністю формувати символи.

## Відомий приклад
Добре відомим прикладом є спостереження Фрейда про те, як він забув власне ім'я «Синьореллі», яке він продемонстрував за допомогою самоаналізу. Він мав на увазі Луку Синьореллі (1441—1523), господаря Орвієто. Фрейд детально описав це забування у своєму трактаті про психопатологію повсякденного життя. Він описує механізм витіснення і, в цьому випадку, особливу форму забування в результаті витіснення зі зрозумілих причин.
Конкретна передісторія була така: під час розмови Фрейд вперто вигадував неправильні імена-замінники Боттічеллі та Больтраффіо замість правильного імені «Синьореллі». У своєму власному аналізі він пов'язав це з різними неприємними, покірними, а в деяких випадках і остаточними повідомленнями та новинами, які він отримував про кількох своїх пацієнтів і які стосувалися життя і смерті. Він отримав одне з цих повідомлень про самогубство одного з його пацієнтів у Трафоі. Далі турецький родич хворої людини відповів йому: «Господи, що тут говорити? Я знаю, що якби його можна було врятувати, ти б його врятував». Фройд також знав анекдот про ставлення турків до сексуальності: «Знаєте, сер, якщо це вже неможливо, життя не має цінності». Помилку Фрейда можна графічно реконструювати за допомогою ілюстрацій. Важливим для цього є перехід від синьйора до джентльмена, що відповідає перекладу з італійської, а також той факт, що обидва неправильно запам'яталися імена-замінники належать італійським художникам. Фрейд також знав, що Майстер Орвієто «створив чудові фрески останніх речей». Це імена суттєвих посилань, які характеризують шлях усередині підсистем свідомості (передсвідомого, несвідомого) для витіснення в конкретному випадку у Зигмунда Фрейда.
Коли справа доходить до механізму забування або витіснення, важливо, що Фрейд починає з мотиву, який відрізняє просте забування від витіснення. Але зсув змісту думки або окремих елементів (фрагментів слів) також можна продемонструвати на цьому прикладі. Це має - на додаток до самоаналізу Фрейда — Маріо Ердгейм виконано в чіткій формі: Передсвідомий елемент «elli» з назви «Signorelli» прийнято без змін у назві «Botticelli». Несвідомим механізмам приписують, що елемент «Signor» (від «Signorelli») спочатку зміщується на «Herr», а потім на «Trafoi» або «traffio». Цей елемент «Mr» також було перенесено до «Bo» (на основі асоціації "Her"zegovina та "Bo"snia).
«Ефективність» передсвідомої системи визначена Ердгеймом як вторинний процес (без зсуву), а несвідомої системи — як первинний процес (зі зсувом). Ердхайм описує продукти, вироблені через первинні та вторинні процеси, які знову стали змістом свідомості, як фантазми. Постійне виробництво імен-замінників Боттічеллі та Ботраффіо у випадку Фрейда також є таким фантазмом.

## Енантіодромія
Об'єднання протилежностей суто концептуальної або онтологічної природи в діаді, показаній на наведеному вище малюнку «Нехтування», Карл Густав Юнг назвав енантіодромією. Цей термін сходить до Геракліта. За Юнгом, основний принцип психодинаміки, подібний до принципу фізики, також можна розпізнати в процесі балансування між протилежностями. І тут енергія – схоже на фізику – досягається лише шляхом балансування протилежностей, наприклад, між високим і низьким або гарячим і холодним тощо.

## Конкретизм
Юнг не використовував термін первинний процес, а замість цього описував подібні явища такими термінами, як конкретизм і містика участі. У цьому контексті Юнг посилається на роботу Люсьєна Леві-Брюля (1857—1939), який ввів термін прелогіка для опису логічних відхилень архаїчного мислення.